# 锡克斯特-费尔阿舍瓦勒
锡克斯特-费尔阿舍瓦勒（法語：Sixt-Fer-à-Cheval，法語發音：[sikst fɛʁ a ʃ(ə)val]）是法国上萨瓦省的一个市镇，属于博讷维尔区。

## 地理
锡克斯特-费尔阿舍瓦勒（46°3'19"N, 6°46'32"E）面积119.07 平方千米，位于法国奥弗涅-罗讷-阿尔卑斯大区上萨瓦省，该省份为法国东部省份，历史上为薩伏依的一部分，北与瑞士接壤，西接安省，南至萨瓦省，东与瑞士和意大利接壤。
与锡克斯特-费尔阿舍瓦勒接壤的市镇（或旧市镇、城区）包括：阿拉什-拉弗拉斯、帕西、萨莫安、瓦洛西讷。
锡克斯特-费尔阿舍瓦勒的时区为UTC+01:00、UTC+02:00（夏令时）。

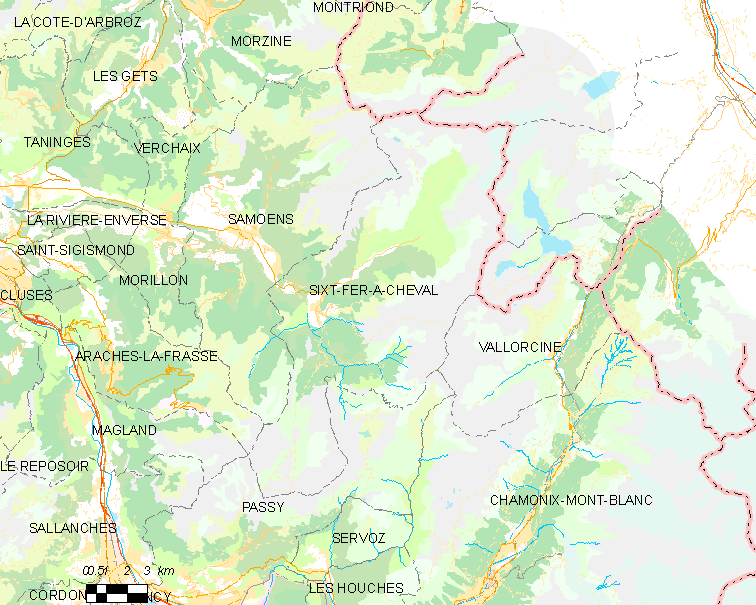
锡克斯特-费尔阿舍瓦勒的OSM定位图

## 行政
锡克斯特-费尔阿舍瓦勒的邮政编码为74740，INSEE市镇编码为74273。

## 政治
锡克斯特-费尔阿舍瓦勒所属的省级选区为克吕斯县。

## 人口
锡克斯特-费尔阿舍瓦勒于2022年1月1日时的人口数量为728人。

1962-2008年间锡克斯特-费尔阿舍瓦勒人口变化图示